# Tomasz Byszewski
Tomasz Byszewski herbu Jastrzębiec – poseł z powiatu zgierskiego departamentu warszawskiego na Sejm Księstwa Warszawskiego w latach 1809, 1811, 1812, poseł na Sejm Czteroletni z województwa łęczyckiego w 1790 roku, regent ziemski łęczycki, konsyliarz konfederacji targowickiej z powiatu łęczyckiego, sędzia pokoju zgierski, prezes rady województwa mazowieckiego w 1830 roku.